# Pabillonis
Pabillonis (Pabillonis in sardo) è un comune italiano di 2 408 abitanti della provincia del Medio Campidano.

## Geografia fisica

### Territorio
È situato nel centro-nord della pianura del Campidano, più esattamente a nord del "Pranu Murdegu", vicino alla confluenza di due corsi d'acqua denominati Flumini Mannu e Flumini Bellu. È principalmente un comune agricolo.
Il paese si sviluppa attorno alla chiesa di San Giovanni, un tempo chiesetta campestre e cappella di un vecchio cimitero sul quale attualmente sorge una piazzetta.

## Origine del nome
L'origine del nome deriverebbe dal latino "Papilio-ionis" ovvero accampamenti militari romani stanziatisi in loco (in italiano sono i cosiddetti  "padiglioni"). In sardo il termine si è evoluto in "Pabillone", "Papigione", "Papidzone" o "Pabunzone" ad indicare una legnaia e, in certi casi, anche ricovero per gli animali. Tale termine però è diffuso nel centro-nord della Sardegna; mentre non trova riscontro nella parlata locale pabillonese in quanto per definire il ricovero di animali si usa Coratzu e Sa domu de sa linna è la definizione generica del luogo in cui veniva accatastato il legname da ardere.
Nei documenti del 1388 che sanciscono la pace tra Aragona ed Arborea, il paese viene nominato come "Paviglionis", "Pavigionis" e "Panigionis".
(Vittorio Angius)

## Storia
Pabillonis è un'anatra
Ch'io vidi una sera,
Così poco vivo a quel fuoco
In sogno: una larva di luce
Là dietro la zanzariera.»
(Leonardo Sinisgalli, 1941)
Le prime testimonianze dell'uomo nei territori di Pabillonis risalgono al Neolitico (VI millennio a.C. - III millennio a.C.), infatti è possibile spesso trovare frammenti di ossidiana lavorata. La massiccia presenza di questi reperti suggeriscono la presenza di numerosi villaggi presso le sorgenti d'acqua e fiumi. Ancora non è stata trovata traccia di monumenti tipici del Neolitico. Tuttavia è probabile che l'uomo abbia abitato queste zone anche nel Eneolitico. La civiltà nuragica ha lasciato come testimonianza il nuraghe "Surbiu" (completamente distrutto), il nuraghe Santu Sciori, "Nuraxi Fenu" e il nuraghe "Domu'e Campu".
Originariamente l'abitato sorgeva ad un paio di chilometri dall'attuale ubicazione, i ruderi si trovano nei pressi della chiesetta campestre di San Lussorio, vicino alle sponde del Flumini Mannu (più anticamente Tolomeo si riferisce a "Rivus Sacer" «sacro» o "Hierus") dove le acque del Rio Piras e Riu Bruncu Fenugu s'incontrano. L'omonimo nuraghe (Santu Sciori) e un ponte romano (ancora in piedi) chiamato Su ponti de sa baronessa testimoniano le antiche origini del paese.
Durante il medioevo apparteneva al giudicato di Arborea e più precisamente alla curatoria di Bonorzuli, l'antico centro fu distrutto dai saraceni e ricostruito nell'attuale posizione. Alla caduta del giudicato (1420) entrò a far parte del marchesato di Oristano, e dal 1478, alla sua definitiva sconfitta, passò sotto il dominio aragonese. Gli aragonesi incorporarono il paese nella contea di Quirra, trasformata in marchesato nel 1603, unito alla baronia di Monreale. Sempre in epoca aragonese il paese fu feudo prima dei Carroz, poi dei Centelles e infine degli Osorio de la Cueva, ai quali fu riscattato nel 1839 con la soppressione del sistema feudale.
Nel 1584 subì il saccheggio da parte dei Mori e il paese rimase abbandonato, lo storico Vittorio Angius scrisse: «... i barbari furono colà condotti da un rinnegato sardo, [...], tranne i popolani salvatisi colla fuga, gli altri furono massacrati o tratti in ischiavitù».

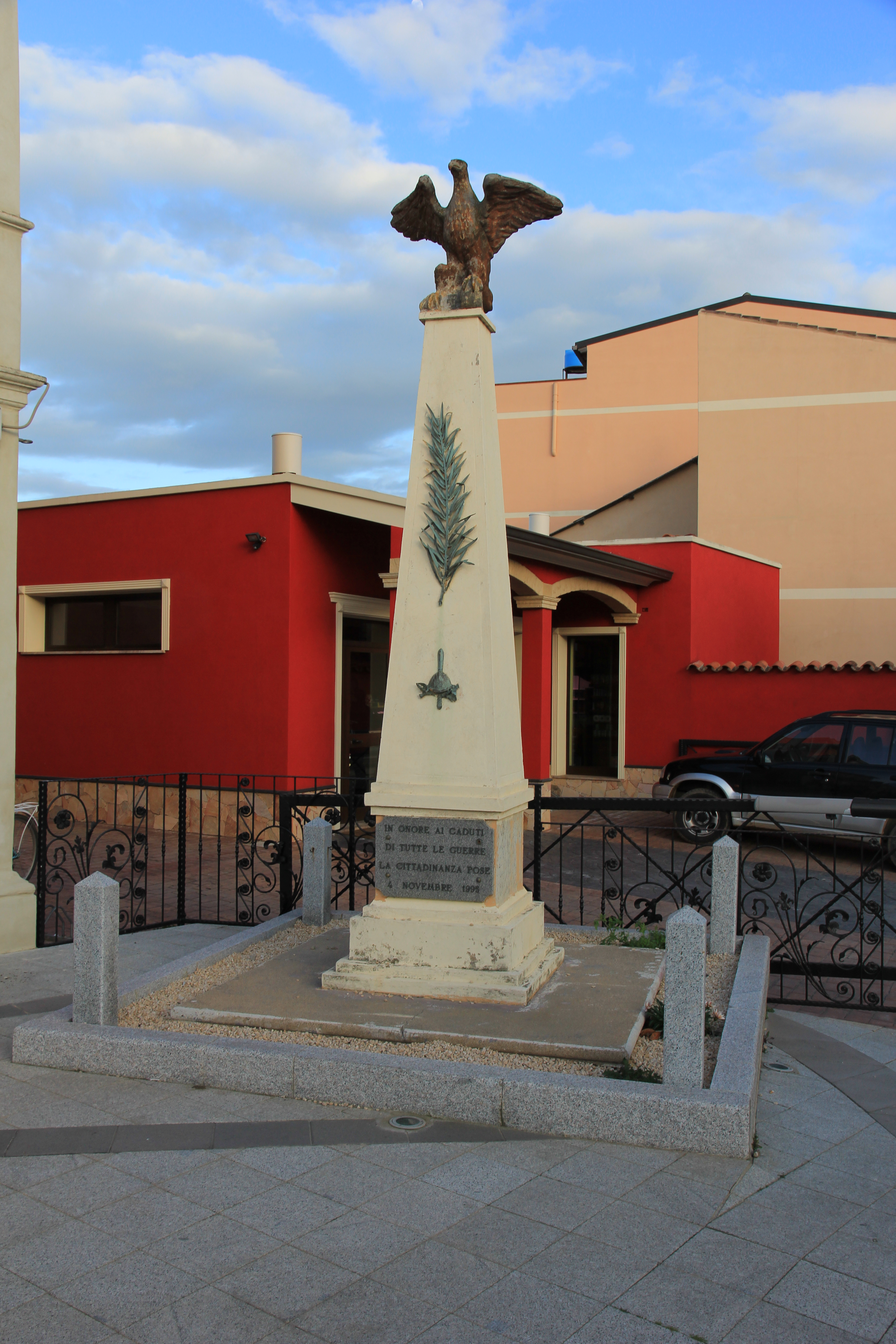
Monumento ai caduti di tutte le guerre

Nel 1934, in epoca fascista, fu realizzata la bonifica delle paludi attorno al Flumini Mannu. Il 5, 7, e 8 settembre del 1943 il campo di volo di Pabillonis ubicato in regione Foddi fu bombardato da un totale di 112 aerei P-40 del 325mo gruppo delle forze alleate. I caccia bombardieri lanciarono bombe da 20 libbre sul campo di volo e altri obiettivi. Questo fu l'ultimo atto della guerra in Sardegna. A distanza di poche ore Badoglio ufficializzava l'uscita dell'Italia dal conflitto.

### Simboli
Lo stemma, il gonfalone e la bandiera del comune di Pabillonis sono stati concessi con decreto del presidente della Repubblica del 27 luglio 2020.
Il gonfalone è un drappo di bianco. La bandiera è un drappo di bianco, caricato dallo stemma comunale.

## Monumenti e luoghi d'interesse

### Architetture religiose

#### Santa Maria della Neve
La chiesa parrocchiale della Beata Vergine della Neve è l'edificio con più testimonianze artistiche. Costruito nel XVI secolo con pianta rettangolare a tre navate, all'interno conserva degli affreschi. La facciata, semplice, è composta dal portale attorniato da lesene. All'interno della chiesa è custodito un tabernacolo ligneo del XVII secolo attribuito a Giovanni Angelo Puxeddu.

#### San Giovanni Battista
San Giovanni Battista è la più antica fra le chiese di Pabillonis, risale al XII secolo e faceva parte del vecchio cimitero.
In stile romanico con pianta rettangolare a navata unica e volta a botte ha un campanile a vela con doppia campana.

### Siti archeologici

#### Nuraghi
Vicino all'antico e all'attuale centro abitato si trovano i nuraghi di Santu Sciori e Nuraxi Fenu e in base a quanto Vittorio Angius scrisse: «Entro la circoscrizione di questo territorio trovansi tre nuraghi, uno detto Surbiu distante dal paese poco men di un miglio e in massima parte disfatto; l'altro appellato Nuraxi-Fenu distante quasi un miglio e mezzo, e degno di esser considerato e an- noverato a' più grandi che si conoscono, quali pur sono i prossimi del territorio di Guspini, il Saureci, il Fumìu e l'Orco; il terzo denominato dall'indicata Chiesa di S. Lussorio e prossimo al fiume è pure da esser riguardato per la sua grandezza. Esso era circondato d'un'altra costruzione e due nuraghetti di questa si possono ancora vedere in parte. In uno de' quali nel principio del corrente secolo si scoprì un'urna quadrilunga di metri due e mezzo nel lato maggiore, e dentro la medesima delle grandi ossa (!!).».

##### Santu Sciori

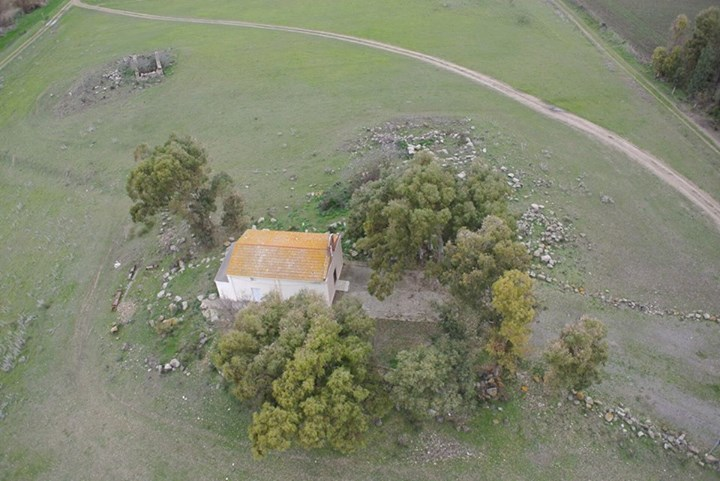
Santu Sciori dall'alto

Il nuraghe Santu Sciori si trova nella località di San Lussorio ove si trovano le antiche rovine; presenta un bastione polilobato e torri antemurali, risale probabilmente al 1300 a.C. (età del bronzo medio). In epoca medioevale venne utilizzato come area sepolcrale, questo riutilizzo è testimoniato dal ritrovamento nel XIX secolo di un'urna cineraria all'interno delle rovine di una delle torri. Attualmente parte del complesso nuragico si trova sotto la chiesetta costruita negli anni '70 (le rovine dell'antica chiesa si trovano a poche decine di metri dall'attuale), sarebbero necessari degli scavi archeologici per ricostruire più esattamente la storia di quell'area poiché le testimonianze scritte sono rare.

##### Nuraxi Fenu

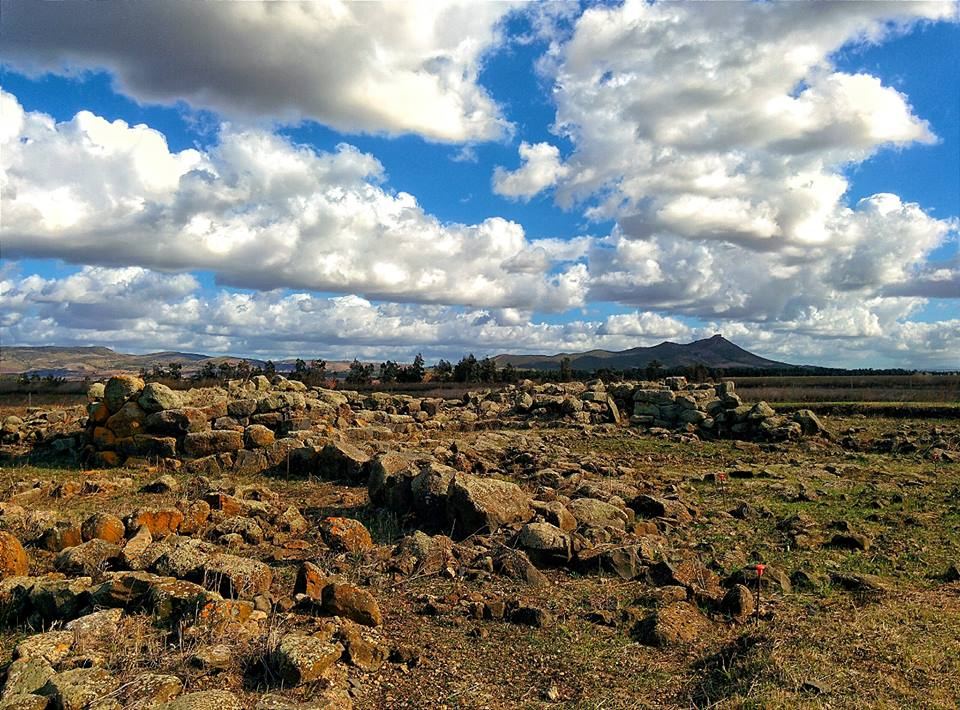
Nuraxi Fenu

Il Nuraxi Fenu si trova a circa 3 km dall'attuale centro abitato nei pressi della stazione ferroviaria. Gli scavi iniziati nel 1996 hanno riportato alla luce molteplici cocci di vasi e anche lanterne e alcune monete romane che testimoniano la frequentazione del sito in età imperiale.
I resti del nuraghe, che si estendono per circa 2.000 m², appartengono ad un complesso polilobato di grandi dimensioni (fra i più grandi di tutta la Sardegna) risalente al bronzo medio (1300 a.C.). Vittorio Angius, parlando di San Gavino dice: «Può dunque tenersi che dentro i limiti del territorio di Sangavino sorgessero ne' tempi più antichi più di sedici nuraghi, e che alcuni de' medesimi fossero tanto grandi, quanto quello che vedesi ancora nelle vicinanze di Pabillonis, che è uno de' più colossali dell'Isola...». Si precisa che quando l'Angius scrisse queste parole, la reggia nuragica di Barumini non era stata ancora scavata.
La stratigrafia ha evidenziato l'abbandono del nuraghe già in epoca antica dovuta ad un incendio e ad un crollo. È stato poi rifrequentato da genti puniche e successivamente dai romani. Lo strato più antico degli insediamenti non è ancora stato scavato. I reperti rinvenuti sono attualmente conservati nel museo archeologico di Sardara.

##### Altri monumenti nuragici

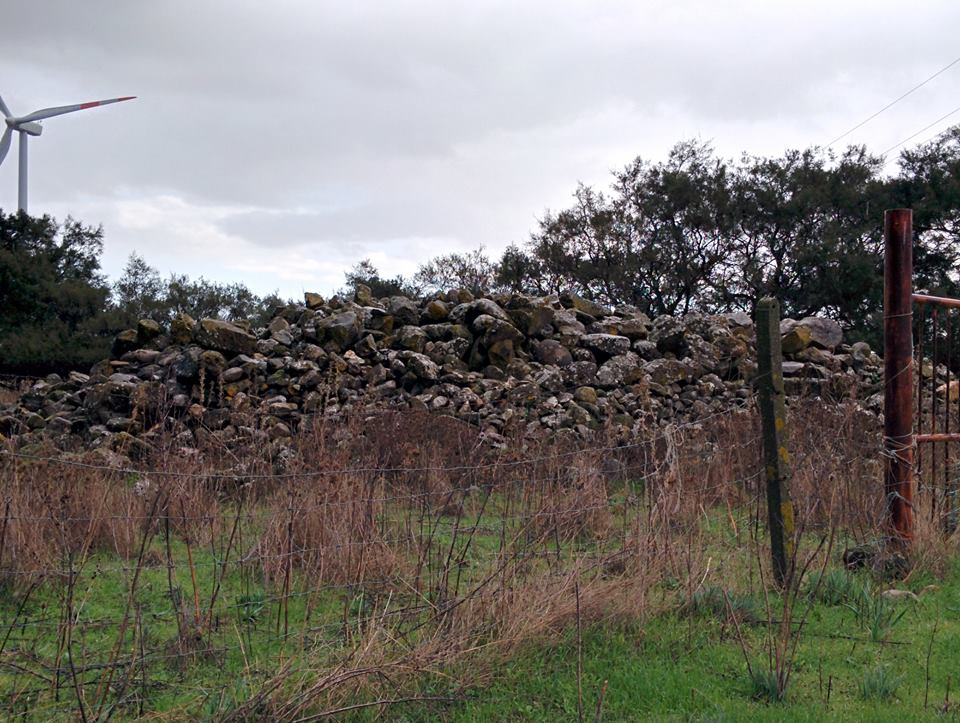
Il nuraghe Dom'e Campu

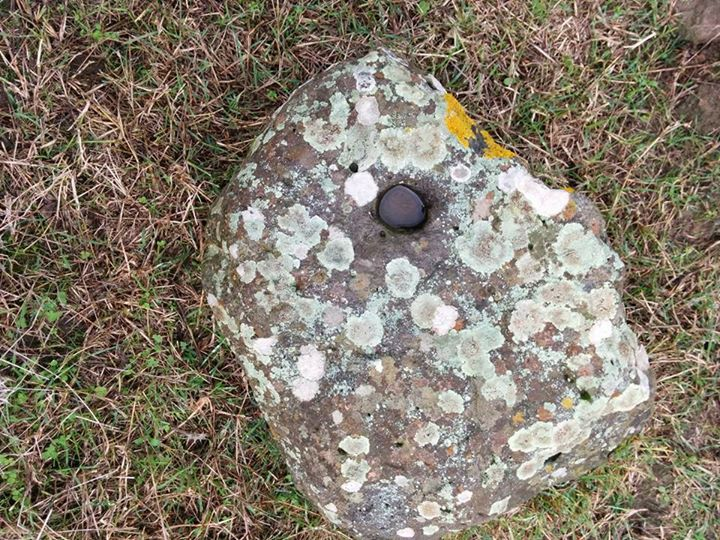
Resti del nuraghe Surbiu

A questi due nuraghi, pocanzi citati, vanno aggiunti anche altri tre di cui non rimane più traccia o quasi:
- Nuraghe Dom'e Campu, era situato nella zona di Dom'e campu, vicinissimo all'attuale area industriale PIP. Si presume che attorno al nuraghe vi fosse un insediamento di grandi dimensioni visti i tanti ritrovamenti effettuati.
- Nuraghe De Sa Fronta, non più esistente, i suoi resti furono usati come grandi recinti per il bestiame. Era situato vicinissimo alla strada che porta alla stazione ferroviaria.
- Nuraghe Surbiu, qualche sasso e poco più presenti lungo la strada Montangesa, a ricordo di un sito che in base alle testimonianze locali fu utilizzato successivamente anche come forno.

Oltre questi, a circa 900 metri in direzione NE dal Nurage De Sa Fronta vi sono i resti della tomba dei giganti S'Ena e Zimini.

#### Parco archeologico
Il 4 dicembre 2018 il Comune di Pabillonis rende nota a tutta la cittadinanza la costituzione effettiva del Parco archeologico di Pabillonis, con l'intenzione di valorizzare e promuovere tutti i siti archeologici locali.

#### Casa Museo
La Casa Museo è situata nel cuore del centro storico pabillonese. Si tratta di una vecchia abitazione in terra cruda, a due piani, finemente ristrutturata e arredata con oggettistica antica. Appartenuta alla famiglia Cherchi, è stata poi donata dalla stessa al Comune che le ha conferito questo nuovo scopo culturale e storico. Attualmente è adibita a ospitare mostre e manifestazioni culturali in vari periodi dell’anno. Al suo interno sono esposti anche gli abiti tradizionali pabillonesi.

## Società

### Evoluzione demografica
Abitanti censiti

### Etnie e minoranze straniere
Secondo i dati ISTAT al 31 dicembre 2016 la popolazione straniera residente era di 72 persone, il 2,59% della popolazione residente.

### Lingue e dialetti
La variante del sardo parlata a Pabillonis è il campidanese occidentale.

### Tradizioni e folclore
Di grande importanza sono le feste religiose che assumono anche un'impronta folcloristica. Qui di seguito compare una lista delle feste e degli eventi più ricorrenti di Pabillonis.

#### Feste
- 16 gennaio: Sant'Antonio abate, definito anche Sant'Antoni 'e su fogu. Si tratta di una festa notturna, basata sull'accensione di un grande falò (in sardo Su fogadoni);
- 13 maggio: Madonna di Fátima;
- 24 giugno: San Giovanni Battista,  si festeggia la natività di san Giovanni Battista;
- 5 agosto: Beata Vergine della Neve, festa patronale;
- 21 agosto: San Lussorio, si svolge nell'omonima chiesetta campestre;

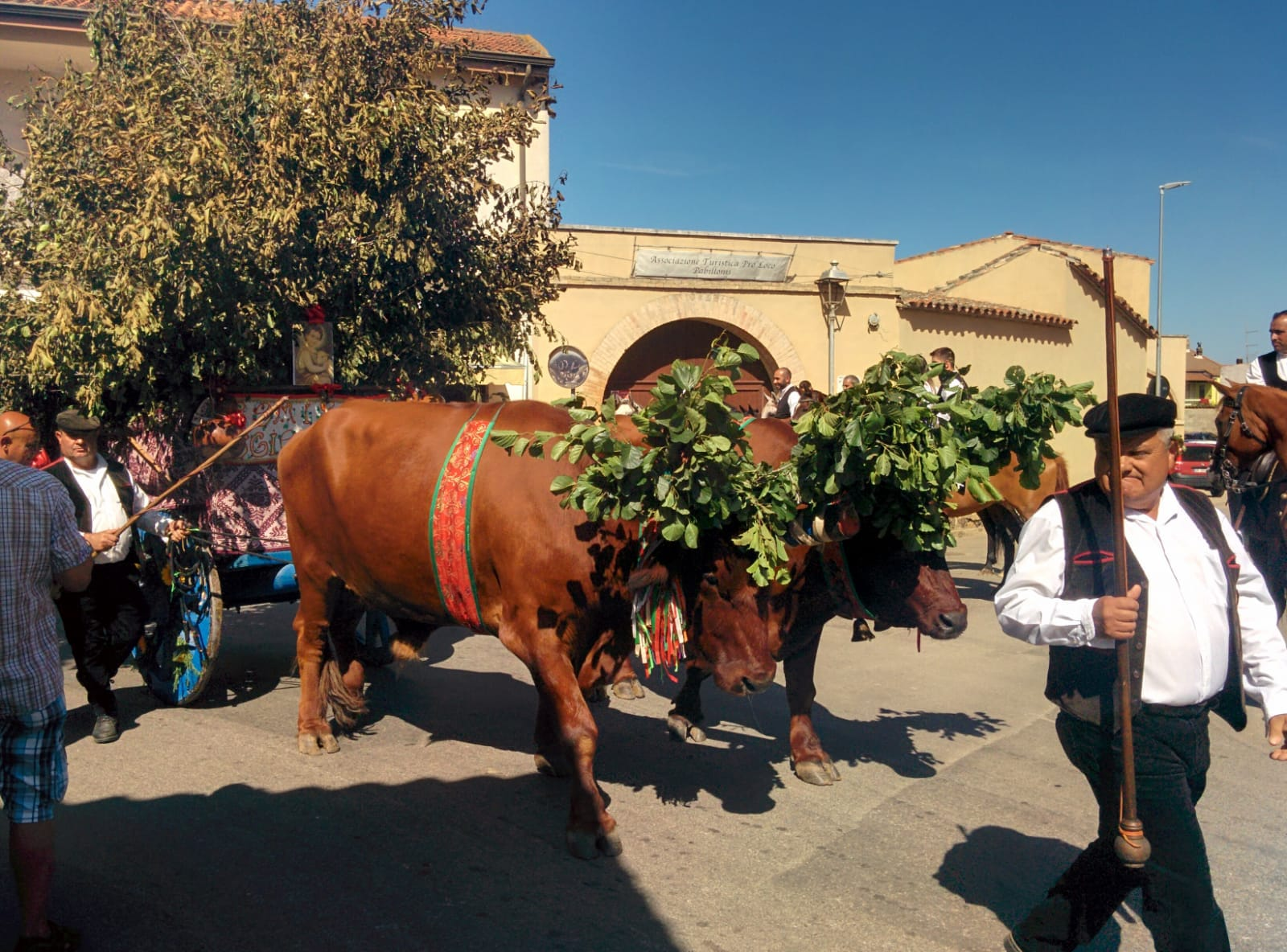
Carro de s'àlinu

- 29 agosto: San Giovanni Battista, si ricorda la morte di san Giovanni Battista con la preparazione de Is carrus de s'àlinu (àbiu), carri trainati dai buoi e trattori addobbati con rami d'ontano;
- 31 dicembre: Su trigu cotu (grano cotto), antica usanza: si passa per le case distribuendo del grano cotto come augurio di buon auspicio per il nuovo anno.

## Cultura

### Arte

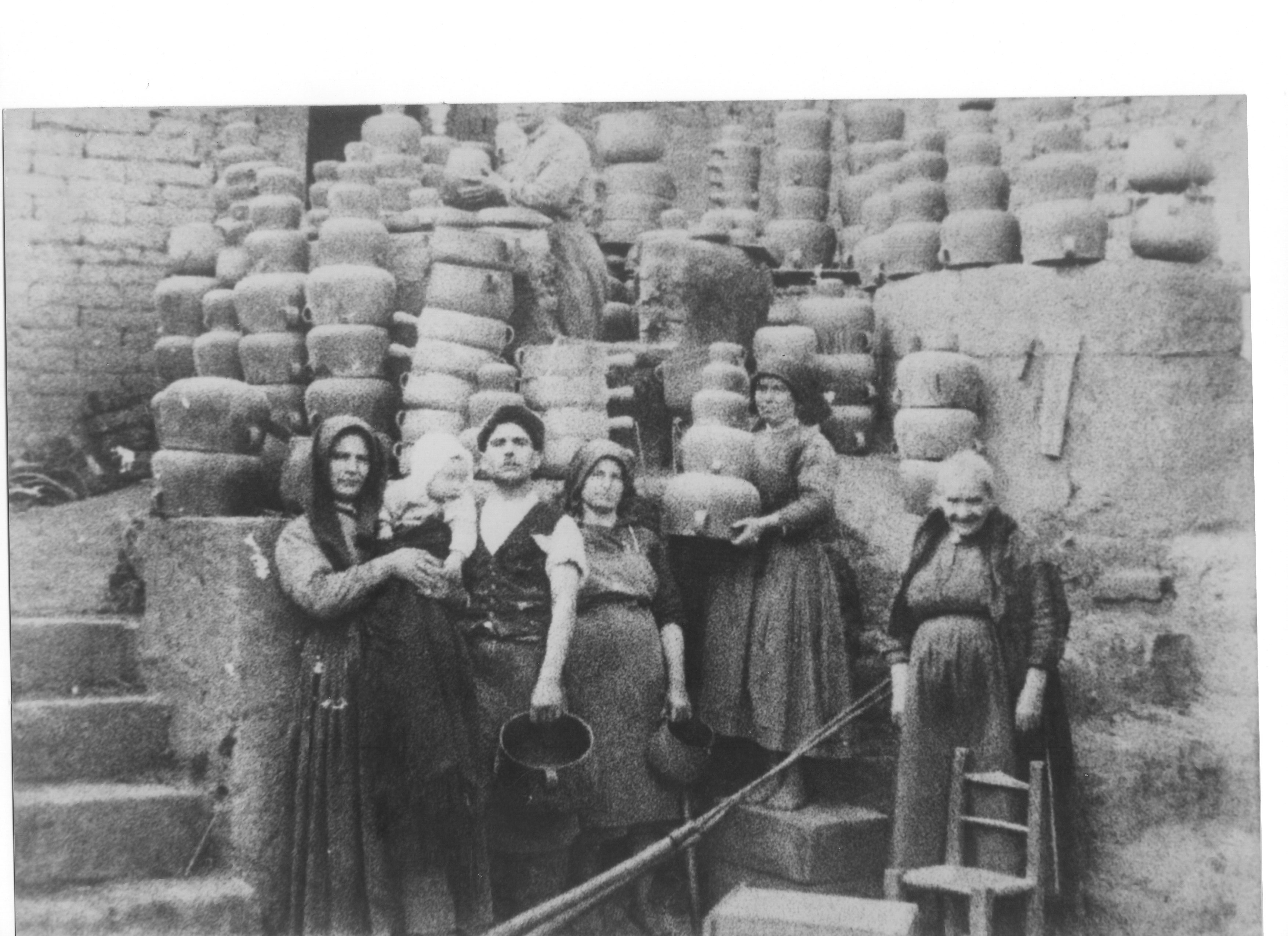
Immagine storica di Pabillonis - Produzione pentole

Di grande fama sono le terrecotte ancora prodotte a Pabillonis, soprannominata Sa bidda de is pingiadas, ma anche le produzioni artigianali in vimini, legno e canna che annualmente vengono esposte ad agosto in mostre artigianali dedicate. Altrettanto famosi sono i mattoni in terra cruda (un impasto di fango e paglia) chiamati ladini che ancora caratterizzano l'aspetto architettonico del paese e che si sta cercando di valorizzare tramite la preservazione e restauro delle abitazioni esistenti.
Sa bidda de is pingiadas è l'appellativo con il quale si usa soprannominare Pabillonis.
Fin dai tempi antichi, Pabillonis era conosciuta soprattutto negli ambienti più poveri della Sardegna con il nome di sa bidda de is pingiadas (il paese delle pentole).
Tale fama deriva dalla qualità delle produzioni in terracotta, che venivano commercializzate in tutta l'isola. Agli inizi dell'Ottocento (periodo del quale si dispone di una cospicua documentazione), la vita a Pabillonis era piuttosto attiva: le attività principali erano l'agricoltura, il commercio del bestiame, le attività cestiarie e quelle legate alla terracotta. Le materie prime per queste produzioni erano disponibili direttamente nei terreni paludosi di Pabillonis. Da qui ha origine l'importanza dei maestri pentolai, tegolai e fabbricanti di mattoni.

#### I tegolai
I tegolai erano gli artigiani che producevano tegole in terra cotta per la copertura dei tetti delle case. L'origine di tale attività, molto più antica dei documenti esistenti, era con tutta probabilità tramandata di padre in figlio.
Nel 1837 gli artigiani operanti erano 20 più gli aiutanti, solitamente ragazzi o donne col compito di estrarre e preparare l'argilla. Già nel 1850 tale produzione era in flessione, erano attivi 17 artigiani di cui 13 fabbricanti di vasellame e 4 di mattoni e tegole.
Non si sa se la diminuzione delle produzioni in terracotta e mattoni sia dovuta alla diminuzione della domanda di mercato o se siano subentrate diverse problematiche.
Si sa per certo che gli amministratori locali furono costretti a regolamentare queste attività poiché la quantità di legna necessaria alla cottura dei vasellami e tegole era maggiore delle disponibilità. I pentolai e i tegolai consumavano più legna nelle loro rispettive professioni che tutto il comune in tutto l'anno per il proprio uso.
Nel 1853 gli addetti alla terra cotta e l'amministrazione comunale stipularono un contratto che intendeva regolamentare queste attività. L'amministrazione concedeva un terreno per la costruzione di un forno, e poneva varie clausole sul commercio di tegole e mattoni.
Tale contratto prevedeva che il terreno fosse ceduto ai tegolai per dieci anni e garantiva a chi eventualmente abbandonava l'attività di rivendicare la parte di forno da lui costruita. Inoltre veniva imposta ai produttori la precedenza per l'acquisto di mattoni e tegole agli abitanti di Pabillonis. Difatti nulla poteva essere venduto negli altri paesi prima di quattro giorni successivi alla cottura. Garantendo la precedenza ai pabillonesi, erano impedite speculazioni sul prezzo delle manifatture a discapito della comunità.
Perché queste regole fossero rispettate, esistevano dei controlli rigorosi. Poiché l'unica materia prima non disponibile in paese era la legna, questa veniva acquistata dai paesi limitrofi con delle precise regolamentazioni. I tegolai erano tenuti a comprare la legna con un importo di tegole e mattoni equivalente al valore della legna stessa. In questo modo era possibile evitare che durante l'approvvigionamento di legname fossero vendute altrove tegole e mattoni senza aspettare i quattro giorni previsti per la commercializzazione.
Degli addetti del comune controllavano che la quantità di tegole e mattoni caricate nei carri, corrispondesse, al loro rientro, al valore della legna comprata. In caso di irregolarità era stabilita una multa di una lira ogni cento mattoni e tegole oltre la quantità registrata.
Le restrizioni applicate al commercio delle tegole e mattoni riuscivano a tutelare gli interessi della popolazione ma in parte soffocavano la crescita di questo settore. Non esistevano regolamentazioni solo per il commercio ma alcune riguardavano anche l'utilizzo delle terre concesse per l'estrazione dell'argilla.
Accadde ad un certo punto che nei terreni adibiti all'estrazione dell'argilla che questi cominciassero ad essere coltivati, il comune intervenne deliberando: “siccome tengono seminato qualche semenza, ne usufruiscano in questo solo anno, senza che mai possano semenza di sorte”.
Tale delibera mirava a evitare che poco a poco queste terre finissero in mani di privati e che le risorse contenute rimanessero pubbliche. Anche i tegolai però potevano contare su dei servizi di tutela a loro dedicati. In caso di materiale invenduto era possibile rivolgersi al sindaco per poter vendere tramite bando pubblico il materiale eccedente. Infine il prezzo per 100 tegole era fissato in 2,88 lire per le tegole, 2,40 per i mattoni. Da queste serie di norme, che riguardavano ogni aspetto dalla produzione alla commercializzazione, si può comprendere quale fosse la rilevanza di questa attività.

#### I pentolai
I pentolai a Pabillonis ricoprivano un ruolo di primo piano, difatti i beni prodotti erano per lo più di uso quotidiano e consistevano in pentole, tegami, tazze e ciotole in terracotta.
Il segreti del mestiere erano tramandati di padre in figlio, la qualità dei prodotti era garantita sia dalla sapienza dei figoli (tornianti), sia dalla qualità delle materie prime, queste erano le ragioni per le quali le terrecotte prodotte a Pabillonis erano vendute in tutta la Sardegna. L'argilla, chiamata sa terra de stréxu era già disponibile nelle terre del paese, le terre erano affidate dal comune agli artigiani, e si trovavano nella località domu de campu ovvero dove sorgeva l'antico abitato di Pabillonis. Questo può far intuire quanto sia antico il legame fra Pabillonis e la terra cotta.

##### Sa terra de stréxu
L'argilla veniva estratta soprattutto a luglio, dopo la mietitura dei campi poiché erano minori gli impegni agricoli e i campi erano sgombri. Era facile riconoscere un filone di argilla perché la terra sovrastante, arsa dal sole, generava delle vistose spaccature. Una volta estirpate le sterpaglie, si scavava ad una profondità di circa 60 cm dopodiché si provvedeva all'estrazione. Una volta estratta, l'argilla era lasciata asciugare sul luogo, ad essiccazione compiuta veniva trasporta dalle donne con tipici cesti a 2 manici sulla testa o da operai tramite carri.
Questa però era solo una delle materie prime necessarie, l'argilla che veniva infornata era composta da sa terra de orbetzu e sa terra de pistai.

##### Sa terra de pistai
Veniva ricavata da terreni sabbiosi, si presentava di colore giallastro, non era malleabile, ma serviva per rendere l'impasto refrattario conferendo così ai tegami e alle pentole un'ottima resistenza al fuoco, rendendoli adatti ad un uso quotidiano. Questa terra veniva prelevata lungo gli argini di frummi bellu (o anche Riu bellu), in una zona chiamata margini arrùbiu (margine, riva rossa).
Una volta raccolta doveva essere filtrata per togliere le impurità.

##### Sa terra de orbetzu
La si lasciava immersa nell'acqua il giorno prima del suo utilizzo, per renderla facilmente lavorabile, mentre la terra de pistai veniva battuta con una mazza in legno fino a ricavarne una polvere finissima, dopodiché veniva setacciata eliminando le impurità e i granuli più grossi. Una volta ammorbidita la terra de orbetzu e ottenuta la polvere dalla terra de pistai, si procedeva alla loro miscelazione. Per tale scopo venivano preparate delle palline dalla prima, le si posavano sul pavimento per poter essere pestate coi piedi, a questo punto si aggiungeva gradatamente la terra de pistai ottenendo così un impasto omogeneo. Da questo impasto si ricavava un grosso rotolo d'argilla e si lavorava su un tavolo con le mani (si ciuexiat) sia per ammorbidire ancora l'impasto, sia per rimuovere eventuali impurità residue. A questo punto l'argilla così miscelata veniva messa sul tornio e lavorata.
Si lavoravano 15-20 kg di argilla per volta, ed era possibile formare 18-20 pentole, di misura grande (sa manna). In una giornata si riusciva a produrre 18-20 serie (cabiddadas) cioè 160 pezzi. Il torniante era pagato non in base al numero di cabiddadas prodotte.
Di solito si tendeva a consumare in giornata l'argilla preparata per evitarne l'indurimento, oppure la si avvolgeva in sacchi bagnati per poterla utilizzare il giorno successivo. I tegami, rispetto alle altre manifatture, venivano eseguiti a bocca in giù, terminata la lavorazione veniva tagliato con un sottile filo di lana e riposto su una tavoletta. Questa tecnica permetteva la costruzione di tegami piuttosto sottili. Alcune ore dopo la lavorazione al tornio, quando l'argilla cominciava ad essiccarsi, si poteva battere il fondo. Questa operazione veniva chiamata amonai. Il giorno dopo venivano attaccati i manici (preparati separatamente), e veniva eseguita l'orlatura della bocca. Questa operazione era chiamata cundrexi.

##### Specifiche di produzione
La serie (cabiddada) era composta da cinque pezzi.
- Sa prima o pingiada manna (la prima o pentola grande).
- Sa segunda o coja duus (la seconda).
- Sa tertza o coja tres (la terza).
- Sa cuarta o coja cuàturu (la quarta).
- Sa cuinta o coja cincu (la quinta, piccolina, veniva preparata solo previa ordinazione).

La coja cincu non era fatta per un uso quotidiano, ma per corredo (per i più abbienti) o per scopo decorativo. Era smaltata dentro e fuori, e sulla parte superiore, aveva delle piccole incisioni. Vi era un altro tipo di pentola detta sa Sicilia, più stretta e alta e col bordo girato. Era composta da tre pezzi, ma di solito era richiesta singola poiché costava più delle altre. Quando tutti i pezzi erano essiccati, venivano cotti.

##### Il forno e la prima cottura
Sino al 1920-1930, il forno era cilindrico e scoperto, durante le piogge non era possibile eseguire la cottura. Se iniziava a piovere bisognava proteggere l'infornata con dei cocci (tistivillus) e cercare di coprire tutto con teli, per evitare che la temperatura del forno diminuisse era necessario gettare continuamente legna al fuoco e sperare di salvare almeno in parte la cottura. In seguito i forni cominciarono ad essere realizzati con la copertura in mattoni crudi e refrattari.
La capienza dei forni era di 30/40 serie di pentole o 200 pezzi. Il forno era costituito da una camera di combustione coperta da una griglia che la separava dalla camera di cottura. Le pentole venivano infornate di serie di cinque, capovolte e una dentro l'altra, questo metodo era chiamato unu pei (un piede), tra ogni serie si posizionava sa Sicilia.
La prima cottura durava un giorno interno, gli addetti alimentavano continuamente il fuoco di modo da mantenere sufficientemente alta e costante, per ogni cottura era necessaria una gran quantità di legno. I legni solitamente usati erano lentischi (sa ciorroscia) o il fiore di su erbuzu chiamato cadriloi.

##### La smaltatura e la seconda cottura
La smaltatura (stangiadura) della terracotta era costituita da una miscela di quattordici pentolini minio, estratto dalla miniera di Monteponi, e sette di silice (sa perda de fogu). La silice si trovava nel letto del fiume del paese stesso. La polvere di silicio si otteneva pestandola in un mortaio in pietra con una mazza in ferro. Il minio e la silice venivano mischiati con succo di crusca precedentemente filtrato in un sacchetto di lino. La miscela veniva versata sull'oggetto da smaltare e poi si procedeva alla seconda cottura. La seconda cottura durava due giorni e si usava il legno di mirto sa murta. L'infornata veniva eseguita alla stessa maniera della prima eccetto per l'interposizione di cocci tra le pentole per evitare che, raggiunto il punto di fusione, non si attaccassero le une alle altre.

#### La produzione di mattoni in "làrdini"
Questa tipologia di mattoni è frutto di un'antica tradizione abbastanza diffusa in tutta la piana del Campidano. Si tratta di mattoni di terra non cotta, cruda appunto, ricavata da un mix di argilla, sabbia, acqua e altro materiale legante come ad esempio fieno.

##### Elenco delle produzioni artigianali

###### Terra cotta
- "tèulas" tegole
- "tianus" tegami
- "pingiadas" pignatte, pentole
- "sciveddas" conche in terracotta lisciata e lucidata internamente[19]

###### Terra cruda
- "matoni in làrdini" mattoni in terra cruda

###### Cestiaria
- "scarteddus" cestini
- "cibirus" crivelli
- "crobis" corbe

## Infrastrutture e trasporti

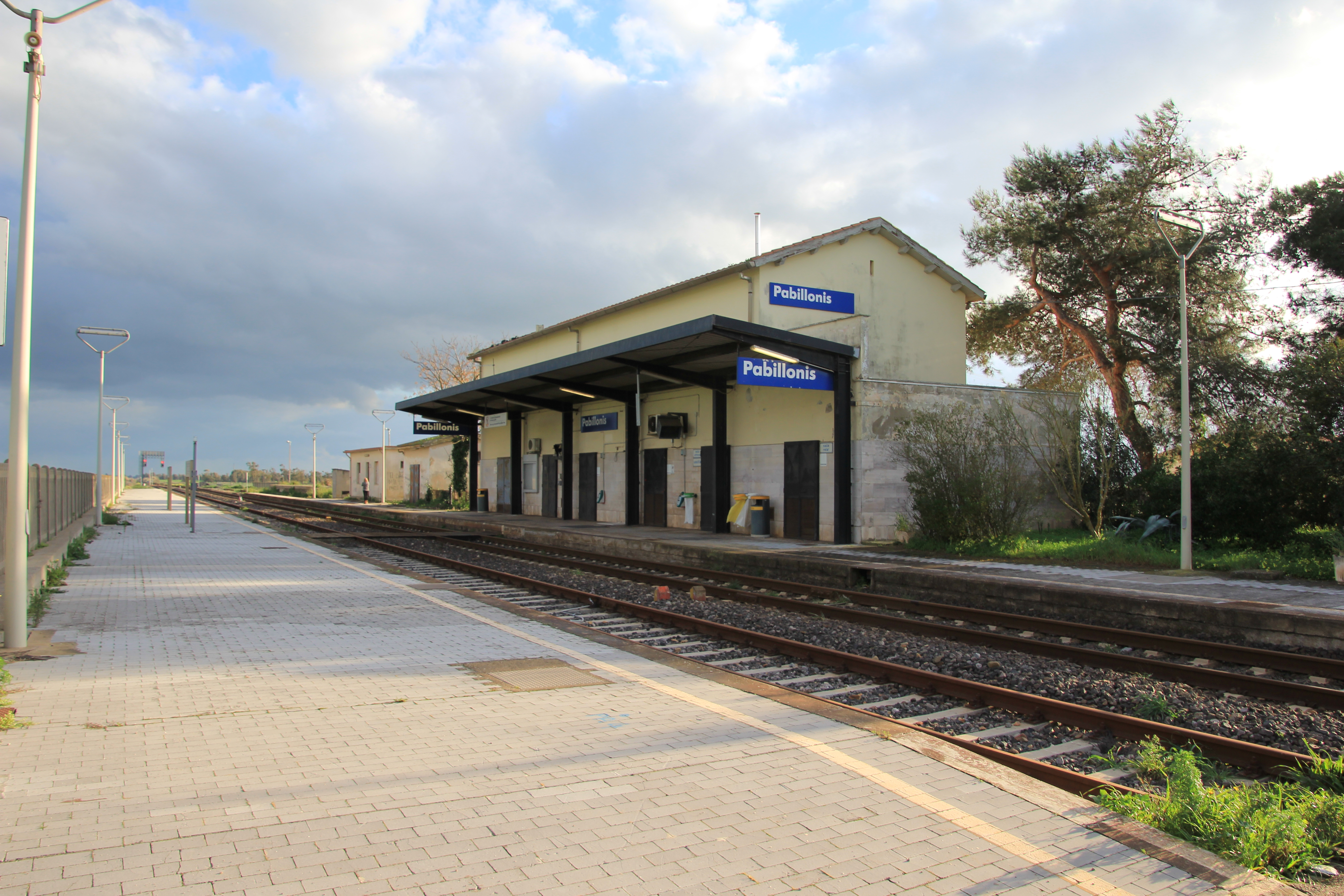
La stazione di Pabillonis, chiusa al pubblico dal giugno 2014

### Strade
Pabillonis è collegata ai comuni limitrofi da una serie di strade provinciali, in particolare le SP 63, 64, 69 e 72.

### Ferrovie
Pabillonis è dotata dal 1872 di una stazione ferroviaria lungo la Dorsale Sarda, gestita da RFI, che tuttavia dal giugno 2014 non è più abilitata al servizio viaggiatori. Da allora i pabillonesi si servono per i treni passeggeri della stazione di San Gavino.

## Amministrazione
| Periodo         | Periodo         | Primo cittadino | Partito                            | Carica  | Note |
| --------------- | --------------- | --------------- | ---------------------------------- | ------- | ---- |
| 31 maggio 2015  | 26 ottobre 2020 | Riccardo Sanna  | Lista civica "Pro-movi Pabillonis" | Sindaco |      |
| 26 ottobre 2020 | in carica       | Riccardo Sanna  | Lista civica "Pro-movi Pabillonis" | Sindaco |      |